# Peter Klever
Peter Klever (* 14. Juni 1934; † 27. Mai 2018 in Neubrandenburg) war ein Pfarrer der Evangelisch-Lutherischen Kirche in Bayern und geistlicher Schriftsteller.

## Leben
Peter Klever studierte evangelische Theologie in Göttingen und Erlangen und kam als Pfarrvikar nach Rehau. 1960 wurde er Pfarrer an der Neustädter Kirche in Erlangen, dann Jugendpfarrer in München und 1973 Pfarrer an St. Markus in Coburg. Dort wirkte er prägend durch ansprechende Predigten, durch besondere, von den Kirchentagen inspirierte Gottesdienstformen („Markusmesse“) sowie durch Rundfunk- und Fernsehgottesdienste. 1989 wurde er aus gesundheitlichen Gründen pensioniert. 
Im Ruhestand entfaltete er eine intensive schriftstellerische Tätigkeit. Mit eigenen Texten und Fotografien gestaltete er zahlreiche Meditationshefte zu Taufe, Hochzeit, Geburtstagen, Krankheit und Trauer. In seinem Buch Gottesdienste anders feiern. 9 Modelle für das Kirchenjahr (1992) veröffentlichte er auch neue Lieder mit teilweise eigenen Melodien. Seine Melodie zu Eckart Bückens Text All eure Sorgen, heute und morgen, bringt vor das Kreuz wurde in verschiedene christliche Liederbücher und in den Regionalteil Bayern-Thüringen des Evangelischen Gesangbuchs (Nr. 631) aufgenommen.
Peter Klever hatte aus einer ersten Ehe Kinder und Enkel. 2004 heiratete er die Neubrandenburger Pastorin Birke Riemann und lebte seitdem in Neubrandenburg. Mit Riemann veröffentlichte er die Weihnachtsmeditation Seht ihr den Stern dort steh’n (2006).